# Rochester (township, Pennsylvania)
Rochester è una township degli Stati Uniti d'America, nella contea di Beaver nello Stato della Pennsylvania. Secondo il censimento del 2000 la popolazione è di 3.129 abitanti.

## Società

### Evoluzione demografica
La composizione etnica vede una prevalenza della razza bianca (95,14%) seguita da quella afroamericana (3,64%), dati del 2000.
| township di Rochester Popolazione |       |
| 2000                              | 3.129 |
| Stima al 2009                     | 2.851 |